# 1814年宪章
1814年宪章是法国国王路易十八在波旁复辟后不久颁行的一部宪法。维也纳会议要求路易十八在他复辟前推行一部宪法。

## 法国公法
宪章开篇十二条与权利法案相似，其中的内容有法律面前人人平等、正当法律程序权、宗教宽容、新闻自由、保护私人财产和废除征兵制。这些原则和拿破仑法典中保留下来的内容体现了法国大革命的永恒价值。
然而，让司法机构来审查立法的合宪性这一理念并没有得到发展。因为在宪章中，捍卫这些权利是立法机构而非法院的职责。特别是新闻自由，它后来被苛刻的新闻审查法所限制，而这些审查法被认为是对宪章精神的亵渎。
此外，为国教天主教特殊制定的条例也限制了宗教宽容。

## 国王和大臣
国王在1814年宪章中占中心位置。
宪章规定国王为国家元首兼政府首脑：国王有权任命公职官员、发布对“执行法律和国家安全”必需的法令和规定、指挥陆军和海军、宣战并缔造“和约、盟约和通商条约"（第十三、十四条）
此外，国王也对立法机构有巨大的影响力，因为只有国王拥有将法律草案递交给议会的权力（第十六条）和颁行或撤销议会通过的法律的权力（第二十条）。国王有权召集议会，宣布休会或是解散众议院并举行新选举（第五十条）。国王也有权任命贵族院成员（第二十七条） 。
在司法领域，国王可以任命法官（第五十七条），并拥有司法赦免权（第六十七条）。

## 议院
1814年宪章模仿英国政府，建造了一个两院制的立法机构，两院分别是众议院和贵族院。
众议院由选举产生，但选举所需要的纳税资格极高。选举由两部分组成，选民先选出选举团成员，然后再由这些成员选出众议院议员。选举团成员每年的纳税额需满300法郎（第四十条），而议员每年的纳税额需满1000法郎。由于主要征收的税种是地产税，这就将议员限制在最富有的地主中。所以宪章下的法国议会的代表基础也远小于旧制度的三级会议的代表基础。 此外，选举团主席由国王任命，这使得政府能够影响选举的结果。
贵族院成员由国王任命，其中包括了世袭贵族和因为杰出的公共服务而被册封的终身贵族（第二十七条） 。贵族院成员没有上限，这意味着国王能在任何时候增加成员的数量。除了立法与审议的职能，贵族院也是审判弹劾案（第五十五条）和"叛国及威胁国家安全"案的法院（第三十三条）。
两院的成员享受一定的议会特权，其中包括逮捕豁免权（第三十四及第五十二条）。 众议院主席由国王从众议院呈递的五人名单中选出并任命（第四十三条），而贵族院则由国王任命的大法官（Chancellor of France）主持 （第二十九条）。
法律的通过需要经过两院的同意。但宪章上并没有关于两院联席会议的条款，或是其他可以解决两院间分歧的合宪方法。 国王能在任一议院中提出法案，但这其中不包括税法，因为税法只能在众议院提出。（第十七条）

## 一个非议会政体的立宪君主制
国王的权力大部分由大臣行使，而大臣则由国王选择并任命。宪章第十三条虽然不加限制地宣称"大臣需要承担责任"，但这种责任的本质却模糊不清且范围有限。第五十五，五十六条规定，大臣只有犯下"叛国和侵吞罪"才会被指控，且他们的职务只有经过众议院的传讯并被贵族院判决有罪后方可移除。因此，宪章并不承认现代议会政府的原则，即大臣们需在法律和政治层面上对议会负责，且议会是通过不信任动议，而非通过弹劾程序来移除大臣的职务的。
在这方面，宪章并非不与同时期其他的宪法性文件相类似（即使是在大臣对议会负责的英国，宪章也只是基于惯例）因此，复辟时期法国自由主义者的难题是根据以下内容去发展议会政府的一些惯例：（一）国王只能在大臣的建议下行动。（二）大臣是由国王正式任命的议会多数党领袖，且需要在失去议会信任时辞职。由于狭隘的选举权，主导议会的极端保皇党和国王的个人介入，这些惯例并没有在1830年前发展起来。因此，尽管宪章下的君主制具有立宪性，但这种政府并没有发展成一个真正的议会政府。

## 地位与修订
宪章是国王授予人民的礼物，而不是人民自发的立宪之举。它的结尾写道：“此宪章由第十九任国王在巴黎授予，时为主的纪元一八一四年。”这份对“合法性”原则的保证使得路易十八可以在路易十六最小的儿子路易十七去世后，即1795年6月，开始统治。国王和他的继承人有义务宣誓维持宪章（第七十四条）。宪章并没有说明未来如何对宪章作出修订。有些人认为，这就让宪章成了一份真正的基本法，并约束了国王，议院和人民。但七月革命后，政府修订并重新颁布了宪章，这一举措建立了一种新的原则，即宪章能在国王和议院的共同努力下被修订，就像普通的法律那样。